# Maya Deren
Maya Deren, geboren als Eleanora Solomonovna Derenkovskaya (* 29. April 1917 in Kiew, Russisches Kaiserreich; † 13. Oktober 1961 in New York City), war eine US-amerikanische Avantgarde-Regisseurin, Tänzerin und Filmtheoretikerin der 1940er und 1950er Jahre.

## Leben
Die Familie von Eleanora Derenkovskaya floh 1922 aus der Ukraine nach Syracuse im Staat New York, wo ein Bruder des Vaters lebte. Mutter und Kind kamen zunächst bei Verwandten in Columbus, Ohio unter. Die Eltern wurden 1928 eingebürgert und der Familienname wurde zu Deren verkürzt. Elenora Deren ging sechzehnjährig an die Universität Syracuse. Sie lernte ihren ersten Mann, Gregory Bardecke, kennen und engagierte sich in der Young People’s Socialist League. Sie heirateten 1935 und gingen nach New York. Deren wechselte zur New York University, wo sie 1936 den BA erwarb, und trennte sich von ihrem ersten Mann. Sie studierte Englische Literatur am Smith College und erhielt 1939 den M.A. 1940 lebte sie in Los Angeles und wurde dort die persönliche Sekretärin der Choreographin Katherine Dunham, deren Tanzkompanie mit dem Stück Cabin in the Sky (1941) auf Tournee war. Sie lernte den tschechischen Filmregisseur Alexander Hackenschmied, später Alexander Hammid, kennen und heiratete ihn 1942. Deren erwarb aus der Erbschaft ihres Vaters († 1943) eine gebrauchte 16-mm-Bolex-Kamera, die sie für all ihre Filme benutzte. Ihr erster, mit Hammid gedrehter Film Meshes of the Afternoon ist ihr bekanntester und gilt als einer der besten und einflussreichsten amerikanischen Avantgardefilme. Die Künstlerin nahm den Vornamen Maya an.
Zurück in New York City gehörten ab 1943 Leute wie André Breton, Marcel Duchamp, John Cage und Anaïs Nin zu ihren Bekannten. Ein zweiter Film, Witches Cradle (1943), blieb unvollendet. Sie drehte At Land (1944), in dem sie selbst, ihr Mann Alexander Hammid, John Cage und der Schriftsteller und Kritiker Parker Tyler auftraten. 1945 folgte der Film A Study in Choreography for Camera. 1946 erhielt sie ein Guggenheim-Stipendium, das sie für Spielfilme nutzte. 1947 gewann Maya Deren als erste Frau und als erste US-Amerikanerin für Meshes of the Afternoon auf den Internationalen Filmfestspielen von Cannes den Grand Prix International für 16-mm-Experimentalfilm. Im selben Jahr wurde die Ehe mit Alexander Hammid geschieden. 1960 heiratete sie den Musiker und Komponisten Teiji Ito.
In den späten 1940ern und frühen 1950ern beschäftigte sich Deren intensiv mit dem haitianischen Voodoo, finanziert aus ihrem Guggenheim-Stipendium (1946). Sie besuchte die Insel 1947, 1949 und 1954 und drehte dort nicht nur viele Stunden Film über Voodoo-Rituale ab, sondern nahm auch selbst an Zeremonien teil. Divine Horsemen. The Living Gods of Haiti, ein Dokumentarfilm aus diesem Filmmaterial, editiert von Cherel Ito (Winnett) und Teiji Ito konnte erst 1977 vorgestellt werden. Maya Derens Buch über Voodoo, Divine Horsemen. The Living Gods of Haiti (1953), gilt als eines der wichtigsten zum Thema.
Maya Deren starb 1961 im Alter von 44 Jahren an einer Hirnblutung, vermutlich verursacht durch Unterernährung und einen längeren Konsum von Amphetaminen und Schlaftabletten. Ihre Asche wurde am Fuji verstreut.

## 16-mm-Filme
- Meshes of the Afternoon (1943). 14 Minuten, stumm. Musik von Teiji Ito 1959 hinzugefügt. Regie: Maya Deren und Alexander Hammid.
- At Land (1944). 15 Minuten, stumm. Kamera: Hella Heyman und Alexander Hammid. Darsteller: John Cage, Maya Deren, Alexander Hamid, Parker Tyler.
- Alexander Hammid (Regie): The Private Life of a Cat (1945). 30 Minuten. Zusammenarbeit zwischen Hammid und Maya Deren.
- A Study in Choreography for Camera (1945). 4 Minuten, stumm. Darsteller Talley Beatty.
- Ritual in Transfigured Time (1945/46). 15 Minuten, stumm. Kamera: Hella Heyman. Choreographische Zusammenarbeit mit Frank Westbrook. Darsteller: Rita Christiani, Maya Deren, Anaïs Nin, Frank Westbrook.
- Meditation on Violence (1948). 12 Minuten. Tonfilm. Performance von Chao-Li Chi, chinesische Flöte und haitianische Trommeln, Musikcollage arrangiert von Maya Deren
- The Very Eye of Night (1959; gedreht 1952–1955) mit Studenten der Metropolitan Opera Ballet School unter Antony Tudor, Musik von Teiji Ito

Unvollendet
- The Witches' Cradle (1943) mit Marcel Duchamp und Pajorita Matta
- Medusa (1949) mit Jean Erdman
- Haitian Film Footage (1947–1955); posthum von Cherel Ito und Teiji Ito bearbeitet und kommentiert. Als Divine Horsemen, The Living Gods of Haiti 1977 veröffentlicht.
- Season of Strangers (1959) Haiku Film Project

Unveröffentlicht
- Ensemble for Somnambulists (1951)

## Veröffentlichungen (Auswahl)
- als Eleanora Deren: Religious Possesion in Dancing. Teile 1–3 (von 4): Educational Dance, March-April-May, 1942.[4]
- Choreography for Camera. In: Dance Magazine, October, 1945.
- Cinema as an Art Form. In: New Directions, Nr. 9, Fall, 1946
- An Anagram of Ideas on Art, Form and Film. Ein Outcast Chapbook. Oscar Baradinsky, The Alicat Bookshop Press, Yonkers, NY 1946. Nachdruck in: Bill Nichols (Hrsg.): Maya Deren and the American Avant-garde. University of California Press, Berkeley 2001, Appendix, S. 267ff.
- Divine Horsemen. The Living Gods of Haiti. Thames and Hudson, London 1953.
- From the Notebook of 1947. In: October, Nr. 14, Fall 1980, S. 29–30.
- Poetik des Films. Wege im Medium bewegter Bilder. Übersetzt und eingeleitet von Brigitte Bühler und Dieter Hormel. Merve Verlag, Berlin 1984.
- Jutta Hercher, Ute Holl und andere (Hrsg.): Maya Deren: Choreographie für eine Kamera. Schriften zum Film. Material-Verlag, Hamburg 1995.

## Dokumentationen
- 1987: Erinnerungen an Maya Deren (Invocation Maya Deren). Dokumentarfilm von Jo Ann Kaplan.
- 2001: Im Spiegel der Maya Deren (In the Mirror of Maya Deren). Dokumentarfilm von Martina Kudláček.